# Sant Estève de Gorgaç
Sant Estève de Gorgaç (en francès Saint-Étienne-de-Gourgas) és un municipi occità del Llenguadoc, situat al departament de l'Erau, a la regió d'Occitània.